# The Black Dahlia Murder
Pour les articles homonymes, voir BDM.
The Black Dahlia Murder (BDM) est un groupe de death metal mélodique américain, originaire de Waterford, dans le Michigan. Le nom du groupe est inspiré du meurtre non élucidé d'une jeune actrice américaine, Elizabeth Short, surnommée Le Dahlia noir, en 1947. Le groupe se compose du chanteur Brian Eschbach, des guitaristes Brandon Ellis et Ryan Knight, du batteur Alan Cassidy, et du bassiste Max Lavelle. Trevor Strnad et Brian Eschbach sont les seuls membres fondateurs à être restés depuis la formation du groupe en 2001, jusqu'à la mort du premier en 2022 qui amènera Brian Eschbach à prendre la relève au chant. Sur leurs neuf albums studio, cinq ont atteint le Billboard 200,  dont le sixième, Everblack, qui a débuté à la 32e place.

## Biographie

### Formation,UnhallowedetMiasma(2001–2006)
The Black Dahlia Murder depuis sa création à la fin 2000, change sa formation jusqu'en janvier 2001. Le groupe fait paraître une démo intitulée What a Horrible Night to Have a Curse, et un EP de quatre pistes, A Cold-Blooded Epitaph, paru au label Lovelost Records. Après leur apparition à des concerts tels que Milwaukee Metal Fest, The Black Dahlia Murder signe au label Metal Blade Records en 2003. Un ancien bassiste, Ryan « Bart » Williams quitte son ancien groupe, Detroit's Today I Wait, pour participer aux tournées avec Black Dahlia Murder. Après une tournée avec le groupe aux côtés de Throwdown et des dates européennes avec Liar, ils rejoint le groupe à plein temps, en remplacement au bassiste David Lock. Le chanteur Trevor Strnad explique le départ de Lock pour incompétence. Williams est l'un des deux ingénieurs du son (avec Mike Hasty de Walls of Jericho) sur le premier album studio du groupe, Unhallowed.
Le second album du groupe, Miasma est commercialisé le 12 juillet 2005 et atteint la 118e place du Billboard 200. Après la tournée promotionnelle pour Miasma, le batteur Zach Gibson quitte le groupe avec Pierre Langlois. Tandis que Gibson rejoint Abigail Williams, Langlois quitte le groupe pour retrouver un meilleur mode de vie, et le groupe finit par trouver un remplaçant, le batteur du groupe All That Remains, Shannon Lucas. Le groupe participe au Ozzfest 2005.

### NocturnaletDeflorate(2006–2010)
Leur troisième album, intitulé Nocturnal, est commercialisé le 18 septembre 2007. l'album débute 72e au Billboard 200. The Black Dahlia Murder annonce via MySpace leur prochaine tournée promotionnelle aux côtés de Cannibal Corpse pour leur nouvel album Nocturnal et pour célébrer les 25 années d'existence du label Metal Blade Records. Ils sont rejoints par d'autres membres du label dont The Red Chord, Aeon, The Absence, et Goatwhore.
Entre janvier et février 2008, le groupe participe à une tournée américaine avec 3 Inches of Blood, Hate Eternal, et Decrepit Birth, suivie d'une autre avec Brain Drill et Animosity. Ils participent au Hot Topic's Summer Slaughter Tour avec Kataklysm, Cryptopsy, Vader, Whitechapel, et Despised Icon. Le guitariste, John K has quitte le groupe et se voit remplacer par Ryan Knight début 2009. En mai 2009, The Black Dahlia Murder fait paraître son premier DVD, Majesty. Le DVD contient un documentaire et un tournage live du Summer Slaughter Tour et de leur tournée en soutien à Children of Bodom à la fin de 2008. Le DVD contient également tous leurs vidéoclips et tournages en coulisse.
The Black Dahlia Murder fait paraître Deflorate le 15 septembre 2009 au label Metal Blade Records. L'album, vendu à 12 000 exemplaires aux États-Unis une semaine après parution, débute 43e au Billboard Top 200, 5e au Billboard Independent Albums, 4e au Billboard Top Hard Music Albums, et 50e au HITS Top 50 Albums. Après leur tournée en 2010 avec Goatwhore et Arkaik, le groupe débute sur l'écriture et l'enregistrement d'un nouvel album.

### Ritualet changements (2011–2013)
En février 2011, The Black Dahlia Murder complète l'enregistrement de son cinquième album studio intitulé Ritual. Il est commercialisé le 21 juin 2011 en Amérique du Nord. Le groupe soutient Amon Amarth dans leur tournée européenne en mai 2011 et participe au Summer Slaughter tour, pour la promotion de l'album Ritual.
Avant la parution de l'album, le titre Moonlight Equilibrium est mis en ligne sur le site de Metal Blade Records le 29 avril 2011. Un vidéoclip du titre est posé le 20 février 2012. En avril 2012, lors du festival New England Metal and Hardcore Festival, Trevor Strnad accueille officiellement le nouveau bassiste Max Lavelle du groupe après sa séparation avec l'ancien bassiste Ryan Williams.

### EverblacketAbysmal(2013–2016)

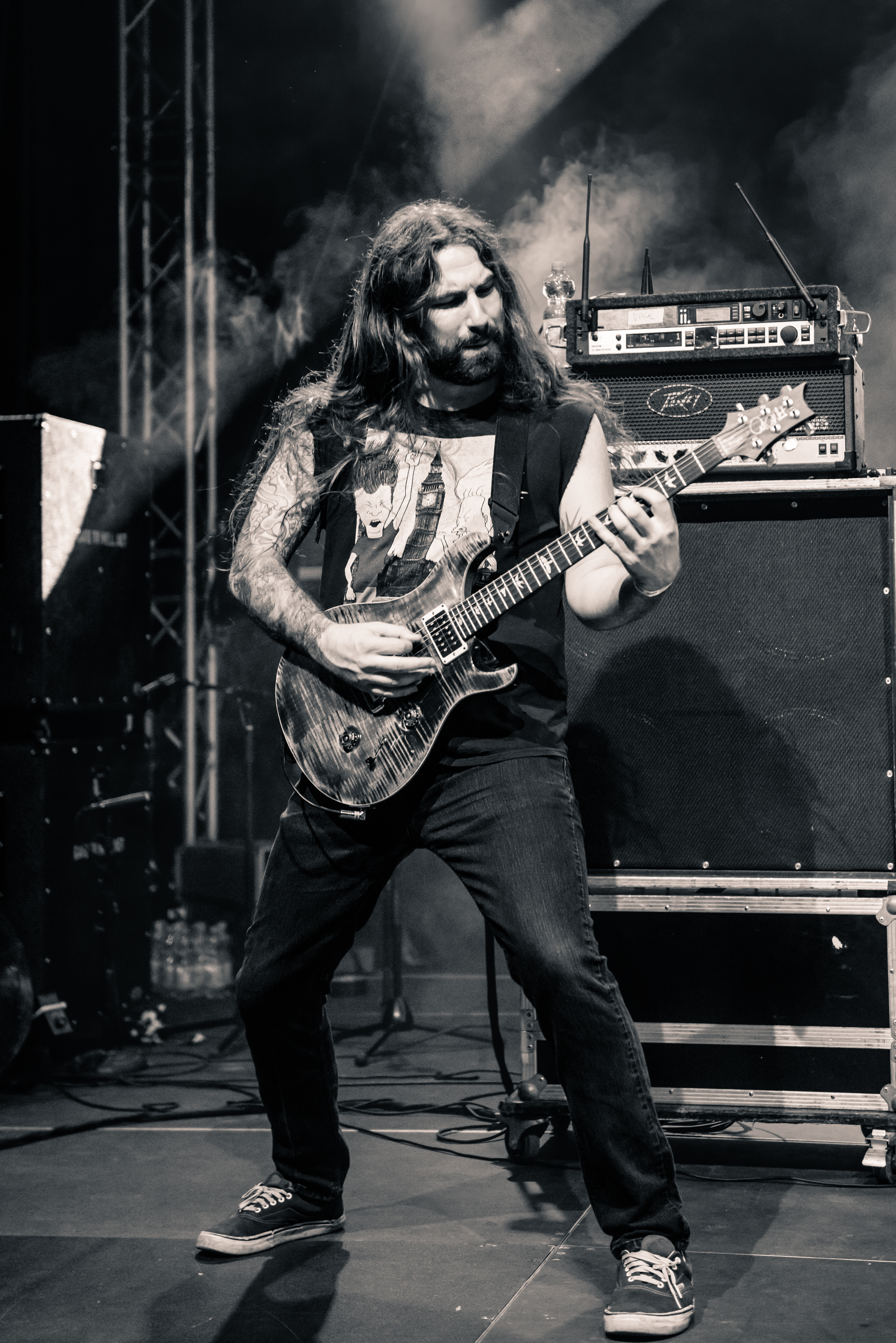
The Black Dahlia Murder au Dong Open Air en 2015.

Au début de 2013, malgré l'annonce du départ des deux membres Shannon Lucas et Bart Williams, un prochain album, intitulé Everblack, est annoncé. La parution est prévue pour juin 2013. Le 10 avril 2013, iTunes met en ligne la couverture de l'album et la liste complète des pistes, ainsi qu'une date de parution pour le 11 juin 2013.
Le 28 novembre 2014, The Black Dahlia Murder publie un EP vinyle intitulé Grind qui comprend trois courtes reprises en grindcore de morceaux punk rock : de Ripped Up de Left for Dead, de Rebel Without a Car de Sedition, et de Populous de Gyga. Les reprises sont enregistrées en presque dix ans pendant l'ère Miasma,. L'EP est publié pour le Black Friday du Record Store Day sur le label A389 Recordings (plutôt que sur Metal Blade Records), uniquement sur le site web du groupe et aussi intégralement en streaming sur Exclaim!. La couverture de l'album Grind 'Em All est réalisée par Szymon Siech,.
Le guitariste Ryan Knight confirme au début de 2015 l'enregistrement d'un septième album du groupe, d'une tournée en soutien à ce dernier, et d'un album solo,,. Le chanteur Trevor Strnad explique que leur nouvel album, Abysmal, sera plus agressif et dynamique. Vlad, Son of the Dragon, la première chanson de l'album, est mise en ligne le 24 juin suivi par Receipt le 22 juillet et de Threat Level No. 3 le 19 août. Abysmal est produit par Mark Lewis et Ryan Williams, et publié chez Metal Blade le 18 septembre. Au début de février 2016, le départ de Knight est annoncé ; Brandon Ellis le replacera comme guitariste entournée.

### Nightbringers(depuis 2017)
En octobre 2017, le groupe sort l'album Nightbringers.
En avril 2020, The Black Dahlia Murder sort son nouvel album Verminous.
Trevor Strnad meurt le 11 mai 2022 à l'âge de 41 ans.

## Membres

### Membres actuels
- Brian Eschbach – chant (depuis 2022), guitare rythmique, chœurs (2001-2022)
- Brandon Ellis – guitare solo (depuis 2016)
- Max Lavelle – guitare basse (depuis 2012)
- Alan Cassidy – batterie (depuis 2012)
- Ryan Knight – guitare rythmique (depuis 2022), guitare solo (2009-2016)

### Anciens membres
- Trevor Strnad – chant (2001-2022) (†)
- Mike Schepman – guitare (2001)
- John Deering – guitare solo (2001–2002)
- Sean Gauvreau – guitare basse (2001–2002)
- Cory Grady – batterie (2001–2004)
- David Lock – guitare basse (2002–2005)
- John Kempainen – guitare solo (2002–2008)
- Zach Gibson – batterie (2005)
- Ryan « Bart » Williams – guitare basse (2005–2012)
- Pierre Langlois – batterie (2006)
- Shannon Lucas – batterie (2007–2012)

## Discographie

### Albums studio
- 2003 : Unhallowed (Metal Blade Records)
- 2005 : Miasma (Metal Blade Records)
- 2007 : Nocturnal (Metal Blade Records)
- 2009 : Deflorate (Metal Blade Records)
- 2011 : Ritual (Metal Blade Records)
- 2013 : Everblack (Metal Blade Records)
- 2015 : Abysmal (Metal Blade Records)
- 2017 : Nightbringers (Metal Blade Records)
- 2020 : Verminous (Metal Blade Records)

### Démos
- 2001 : What a Horrible Night to Have a Curse
- 2002 : Demo 2002

### Singles et EP
- 2001 : What A Horrible Night to Have a Curse (EP)
- 2002 : A Cold-Blooded Epitaph (EP) (Lovelost)
- 2005 : 3 Song Sampler (Metal Blade Records